# Greymouth
Greymouth (maori: Māwhera) är huvudorten i regionen West Coast på Sydön i Nya Zeeland. Den är belägen på Sydöns nordvästkust vid Grey Rivers mynning. Staden hade 7 965 invånare enligt folkräkningen 2018.

## Historia
En maoribosättning var sedan länge etablerad vid Māwhera pā på Māwheranuiflodens södra strand när de första européerna, upptäcktsresandena Thomas Brunner och Charles Heaphy, besökte platsen 1846. Brunner reste två år senare upp längs floden och döpte om den efter guvernören George Grey.
James Mackay förhandlade med lokala maorihövdingar om att köpa West Coast-regionen för regeringens räkning, avtalet undertecknades vid Māwhera pā den 21 maj 1860. Regionen såldes för £300, men Kāi Tahu behöll cirka 4000 hektar i stammens ägo, inklusive området som nu är affärsdistriktet i centrala Greymouth. Gränsen mellan provinserna Nelson och Canterbury drogs längs Grey River/Māwheranui. Greymouth etablerades 1863 som en depå för provinsialregeringen och efter att guld hittats i den närbelägna Taramakaudalen 1864 växte staden fram. Bosättningen kallades ursprungligen Crescent City och sedan Blaketown, den döptes om till Greytown och slutligen Greymouth efter floden.
Efter att guldrushen lagt sig blev kol- och timmerindustrierna de största i staden under 1880-talet och dominerade den lokala ekonomin fram till 1960-talet då brädgårdarna och kolgruvorna började läggas ned. Nedgången i ekonomin har i viss grad motverkats av tillväxten inom turist- och jordbrukssektorn.

### Befolkningsutveckling
| Befolkningsutvecklingen i Greymouth 1951–2018 | Befolkningsutvecklingen i Greymouth 1951–2018 | Befolkningsutvecklingen i Greymouth 1951–2018 | Befolkningsutvecklingen i Greymouth 1951–2018 | Befolkningsutvecklingen i Greymouth 1951–2018 |
| --------------------------------------------- | --------------------------------------------- | --------------------------------------------- | --------------------------------------------- | --------------------------------------------- |
|                                               |                                               |                                               |                                               |                                               |
| År                                            |                                               |                                               | Folkmängd                                     |                                               |
| 1951                                          | 1951                                          |                                               | 8 865                                         |                                               |
| 1956                                          | 1956                                          |                                               | 8 948                                         |                                               |
| 1961                                          | 1961                                          |                                               | 8 877                                         |                                               |
| 1966                                          | 1966                                          |                                               | 8 654                                         |                                               |
| 1971                                          | 1971                                          |                                               | 7 936                                         |                                               |
| 1976                                          | 1976                                          |                                               | 8 282                                         |                                               |
| 1981                                          | 1981                                          |                                               | 11 604                                        |                                               |
| 1986                                          | 1986                                          |                                               | 11 261                                        |                                               |
| 1991                                          | 1991                                          |                                               | 10 059                                        |                                               |
| 1996                                          | 1996                                          |                                               | 10 254                                        |                                               |
| 2001                                          | 2001                                          |                                               | 9 528                                         |                                               |
| 2006                                          | 2006                                          |                                               | 8 232                                         |                                               |
| 2013                                          | 2013                                          |                                               | 8 118                                         |                                               |
| 2018                                          | 2018                                          |                                               | 7 965                                         |                                               |
|                                               |                                               |                                               |                                               |                                               |